# Pańska Wola
Pańska Wola (pronunciación en polaco: /ˈpaj̃ska ˈvɔla/ ; en alemán: Freihausen-Siedlung) es una aldea ubicada en el distrito administrativo de Gmina Wydminy, dentro del condado de Giżycko, Voivodato de Varmia y Masuria, en el norte de Polonia. Se encuentra a unos 12 kilómetros al sur de Wydminy, a 27 kilómetros al sureste de Giżycko, y a 104 kilómetros al este de la capital regional Olsztyn.